# Алькіно (Ковилкінський район)
А́лькіно (рос. Алькино, ерз. Алька веле) — село у складі Ковилкінського району Мордовії, Росія. Входить до складу Красношадимського сільського поселення.
Населення — 286 осіб (2010; 316 у 2002).
Національний склад станом на 2002 рік:
- мокшани — 90 %